# Caprichromis
Caprichromis és un gènere de peixos pertanyent a la família dels cíclids.

## Alimentació
Mengen ous i alevins d'altres espècies de cíclids.

## Distribució geogràfica
Es troba a l'Àfrica oriental: el llac Malawi.

## Taxonomia
- Caprichromis liemi (Mckaye & Mackenzie, 1982)[6]
- Caprichromis orthognathus (Trewavas, 1935)[7][8][9][10][11][12][13]